# 寡頭鐵律
寡頭鐵律（英語：Iron law of oligarchy）是一套德國社會學學者羅伯特·米契爾斯所提出的社會學理論。該理論主張政黨和其他大型政治組織總是形成官僚化組織，其領導人發展成為寡頭權力精英。

## 核心論點
政治組織的形成和發展是民主的自我毀滅因素，並使其成為寡頭政治：“組織機制……顛倒了領導者與群眾的關係。......隨著組織的增加，民主正在衰落”。這種發展既無法避免也無法停止。
組織中的管理團隊越來越關心團體利益和個人利益—尤其是通過保護組織來確保這一點。團體先前的目標退居幕後。領導團體試圖引導社會基礎，即“群眾”，即使這些團體的主導意識形態力求相反。
“領導力是每一種社會生活形式的必要表現。因此，檢查它是有用還是壞不屬於科學領域...... 然而，聲明其發展中的領導力與民主的基本假設不相容具有科學和實踐價值。”——Robert Michels，Zur Soziologie des Parteiwesens in der modernen Demokratie (1911)
這些定律是根據觀察歐洲當時大量案例彙整而成，並被視為民主研究之現實主義學派的典範。在 1990 年代後期新制度主義（英語：New institutionalism）進程中的最後一次復興之後，Michels 的有關論著成為社會科學研究的中心，並在各個研究領域被進行討論。

## 主要構成部分
Michels 在對特定政黨和工會進行詳細研究的基礎上彙整出這些定律，只是後來的研究將範圍擴大到其他組織。
Michels 提出的定律可分為三個相互依存的假設： 
1. 官僚主義是不可避免的—大型組織發展官僚結構，因為需要分層分工來提高效率。
2. 隨著官僚主義的增加，權力增加且集中，因為群眾在專業領導方面之知識與資源的「缺乏能力」。
3. 隨著權力的日益集中，隨之而來的是權力的腐敗—在權力集中之後，它還將捍衛自己的權威，反對其成員的利益，必要時會採取反民主的方法。

接下來分別詳述這些假設。

### 大組織導致官僚主義
國家或政黨以符合民主原則方式運作的前提是決策權屬於每位公民或組織成員。對於較大的群體，會形成一個承擔協調任務的組織。根據 Michels 的說法，這主要是由於通信技術條件導致無法在更大的群體中進行民主決策；Michels 假設可以直接和民主地組織起來的團體規模最多為 1,000 到 10,000 人；像德國社會民主黨這樣的群眾政黨，在 1905 年已經在大柏林地區擁有 90,000 名成員，不能再以直接民主方式運作。
為了有效地行動，較大的群體需要專家對群體利益的一定程度的代表和組織，即官僚機構，因此需要廣泛的專業化，這需要對在職者進行培訓，這些人很難被取代，因此是永久性的，由於他們從組織中獲得的技術和組織知識而成為組織支柱。在現代，交流正從面對面的會議轉向大眾媒體，而在 Michels 進行相關研究時，大眾媒體以報紙為主。

### 官僚主義導致權力集中
任務委派在每個組織中都是必要的。這種委派導致管理階層在組織和專業知識方面形成教育優勢，從而獲得權力優勢。寡頭權力的基礎不僅是等級制度固有的強制權力，而且首先是知識壟斷。
Michels 的寡頭政治概念仍然模棱兩可。對他來說，寡頭的特徵是社會地位、權力、知識和財力。

### 權力集中導致腐敗
在 Michels 看來，由於官僚機構的惰性，政黨組織的建立不可避免地導致內部組織民主的喪失和群體動力的喪失。此外，保守主義傾向也會出現且愈加明顯。組織從目的手段變成目的本身。這導致了組織內部的分裂和組織精英與成員的疏遠。

## 理論接受
Michels 透過實地研究進行組織社會學研究和檢查非正式結構的方法被認為是組織理論的經典代表之一。
Rosa Mayreder 將之與社會運動作連結，表示「一個權力組織變得越老，[...] 對自我保護的興趣就越多，因為最重要的事情成為他們定位的焦點」。有論者認為，可以透過建立沒有分享權力的競爭組織來避免這類現象。
有研究者對該些論著的觀察研究充分性進行了檢驗，並得出結論，雖然社會上沒有嚴格意義上的“鐵律”，但寡頭化趨勢確實存在。大多數研究試圖確定寡頭化和/或其負面後果得到緩解的條件；然而，很少有人從根本上質疑 Michels 的論點。

## 後續研究
在沒有正式權力結構的組織中，主要是因為在每個人都擁有否決權的情況下，很難確定純粹非正式的精英是否在行使寡頭控制。
Michels 從未明確定義過該些論述中之「寡頭政治」和「組織」等概念。在基於此的實證研究中，這是最大的弱點，往往導致可操作性不理想。在大多數情況下，寡頭化是通過填補領導角色的連續性來衡量，或通過意識形態從實質性目標轉向組織再生產的變化來衡量。

### 相關研究案例
Michels 的研究對象是具有民主意識形態的政黨和組織，在此基礎上進一步研究。例如，一項關於政黨寡頭化的實驗研究發現，擁有獨立於政黨領導的信息媒體的政黨會以更平等的方式組織起來。

#### 聯盟90/綠黨的案例
在聯盟90/綠黨的新社會運動的制度化過程中有意的避免寡頭化。沒有永久的責任範圍或永久代表。每一個小的、例行的決定都可以提交討論和投票。當會員人數較少時，這些反寡頭的措施取得了一些成功。從建黨之初就出現了所謂的輪值原則、職權分離、雙重領導。然而，隨著該黨的成長和成功，與其他政黨競爭、籌集資金、組織大型活動和示威，以及與當選政黨合作的願望導致綠黨採用了更傳統的結構和方式。隨著政黨結構的日益專業化，特別是自1998年加入德國政府執政團隊以來，一再嘗試軟化辦公室和任務分離的原則。

#### 商業組織
經濟學家 Oliver Eaton Williamson 表示公司管理層越來越傾向於追求自己的利益，而不是公司所有者（尤其是股東）的利益。

#### 社會運動
在社會運動之相關研究中，該論述主要被理解為運動的制度化：運動組織首先出現，然後專業化，最後作為壓力集團、非政府組織或政黨融入制度化政治。與此同時，運動組織的目標變得更加保守，以便能夠與政治和社會其他部分建立穩定的關係。

##### 農民運動
Seymour M. Lipset 與 Gusfield 幾乎同時在薩斯喀徹溫省和馬尼托巴省研究農民運動組織。得出的結論是，由於加拿大前省份的交通基礎設施要差得多，那裡的運動領導層更多是從普通農民中招募的，因此繼續強烈代表農民的利益，而馬尼托巴省的情況並非如此。

#### 維基百科
維基百科是一個以非正式組織為主的社群，其動態被用來審查該類定律。Piotr Konieczny，身為維基百科編輯者、管理員和社會學博士生，他的數據庫主要是圍繞英語元討論（英語：meta-discussion）網站關於信息可驗證性的討論，他在 2009 年的論文 Governance, Organization, and Democracy on the Internet: The Iron Law and the Evolution of Wikipedia 中表示：不存在長期合作的編輯者在文章創作上略有實力優勢的趨勢。值得注意的是，由於Wiki之原則，該類定律最多起到限制性效果。據說原因是維基中的通信選項大大改進，允許更廣泛的參與和更大的透明度，以及維基百科網站管理者的節制，所有維基百科的基於自願而工作，沒有人對百科做出貢獻以提升自己的地位，金錢或其他方面獎勵誘因也缺乏。
相比之下，社會學者 Christian Stegbauer 在他 2009 年的研究中也認為維基百科中類似定律的標準基本得到滿足。德語維基百科的領導層，他通過管理員用戶組的成員身份來運作，因此，絕大多數人都選擇了領導職位，領導職位主要是根據絕大多數精英成員的建議選出的。沒有強制性連任的正式分配行政權利的過程確保了擔任的管理人員的穩定性。管理人員還發展了一種不可或缺的意識形態，以使他們對領導的要求合法化。最後，管理人員還形成了一個非正式的網絡，例如，在所謂的“常客桌”的實體會議上表現出來。
Adrian Vermeule 得出了與 Stegbauer 相似的結論，並假設該結果適用於任何知識論的社群（英語：Epistemic community）。

## 反驳
1943年，瑞士历史学家Adolf Gasser出版发表了“Gemeindefreiheit als Rettung Europas”一书，通过研究全球多个已经长期形成稳定的代议制民主的国家，指出符合以下特点的代议民主制会打破寡头铁律而变得相对稳定：
- 社会必须以自下而上的体制建立。推论：社会必须由公民建立，这些公民是自由民并且持有武器可以保卫自身的合法利益。 Society has to be built up from bottom to top. As a consequence, society is built up by people, who are free and have the power to defend themselves with weapons.
- 这些自由公民加入并组合成为本地社区。这些本地社区是独立的，包括财政独立，自行定义政治游戏规则不受他人驱使。These free people join or form local communities. These local communities are independent, which includes financial independence, and they are free to determine their own rules.
- 同理类推，本地社区加入并组合成为更高级的政治单元，如市、邦(美国的邦通常中译为州)。 Local communities join together into a higher unit e.g. a municipal, a state.
- 本地社区、本市、本邦、国家级联邦之间不存在类似倒扣树的政治上的下级隶属上级的等级关系。There is no hierarchical bureaucracy.
- 不同社区、不同市、不同邦之间有竞争关系，自由公民可以自由迁徙选择其所在社区、市、邦来挑选自己看得上的地方赋予的政治权利、税率等。There is competition between these local communities e.g. on services delivered or on taxes.